# Lunes de aguas
El Lunes de Aguas es una fiesta popular de Salamanca y de otras localidades de la provincia homónima. Su celebración se ha asimilado por algunos autores con la ruptura simbólica y ritualizada del duelo penitencial propio de Semana Santa, es decir, como desahogo de sus estrictos ritos de recogimiento y penitencia. En Salamanca se celebra el lunes siguiente al lunes de Pascua, mientras que en otras localidades se celebra el mismo lunes de Pascua. En la actualidad es una fiesta celebrada en familia o en compañía de amistades, que se reúnen para ir a merendar al campo o pasar una jornada campestre, en un clima de descanso, esparcimiento y diversión.

## Historia y leyenda
Los orígenes de la celebración del Lunes de Aguas pertenecen a una historia de privación y desenfreno al mismo tiempo que de obediencia y lujuria. Una fiesta pagana, celebrada a finales de Cuaresma, cuyas raíces encontramos en el siglo XVI, y que hoy en día es una fiesta que sirve de tarjeta de identidad.

### La visita de Felipe II
El 12 de noviembre de 1543, hace su entrada solemne en la ciudad de Salamanca un jovencísimo Felipe II, de dieciséis años de edad, en medio de una gran expectación popular. El joven príncipe se va a desposar en la ciudad con la princesa María Manuela de Portugal. En los días siguientes, en los que tiene lugar los actos de celebración de los esponsales, Felipe tiene tiempo más que suficiente para contemplar con asombro el verdadero rostro de Salamanca. Él, aunque joven, es una persona severa y grave, que ya muestra su carácter sobrio, religioso y poco dado a los placeres banales.
Las bodas tuvieron lugar en las casas del licenciado Lugo, frente a Santo Tomé, en la actual Plaza de los Bandos, y las velaciones al amanecer el 14. Hasta el día 19, en que marcharon los recién casados hacia Valladolid, se sucedieron en Salamanca saraos, festejos, juegos de cañas, justas y torneos entre los dos bandos tradicionales de la ciudad de manera ininterrumpida.

### El putiferio de Salamanca
Felipe quedó asombrado de cómo esta señorial capital funde en su seno el templo del saber, la luminaria del cristianismo europeo, el dogma y la palabra, y al mismo tiempo el ocio y la diversión sin límites ni miramientos. Y es que Salamanca en aquellos años encierra en su seno a más de ocho mil estudiantes (sirva como dato esclarecedor que Madrid tenía once mil habitantes en el primer tercio de siglo XVI), entre los cuales hay becados, sopistas, señoritos de postín; y mueven a su alrededor un complejo mundo humano plagado de criados, mozos de cuadra, taberneros, curas corruptos, catedráticos rectos y catedráticos visionarios y ocultistas, prostitutas para todos los bolsillos y dones, rameras con más bachillerías que los propios estudiantes, lavanderas, amas de llaves, buhoneros y feriantes.
De tal modo que Salamanca es la primera de las universidades destos reynos, la más antigua, y al mismo tiempo es el mayor burdel de Europa, la Sodoma y Gomorra Occidental. Una de las tres lumbreras del mundo, y uno de los tres putiferios del orbe conocido.
En Salamanca, a la par que Escuelas Mayores y Menores, patios de lectura, y bibliotecas, coexisten tabernas insanas y lujuriosas, casas de amancebamiento de toda índole, y toda suerte de atentados contra el sexto y todos los demás mandamientos inventados y por inventar. Pícaros, incluseros, Lazarillos avispados, ciegos resabiados, alcahuetas y Celestinas poblaban los arrabales de Salamanca, que se convierte en fuente de este tipo de géneros literarios.

### El edicto de Felipe II
Felipe II dentro de su rectitud cuasi monacal queda perplejo con tamaño espectáculo y lo primero que hace es promulgar un edicto en el cual ordena que durante los días de Cuaresma y Pasión la prohibición de comer carne se haga extensiva en todos los sentidos, y para evitar conductas que conlleven pecado carnal, obliga a que las prostitutas sean expulsadas de la ciudad, y conducidas extramuros (al llamado Arrabal del Puente, en la orilla izquierda del Tormes) durante el citado periodo cuaresmal, poniendo además como condición que ninguna sea osada de acercarse a menos de una legua de los límites de la ciudad o sufrirá un castigo.
Dicho y hecho, a partir de este edicto, las prostitutas de Salamanca abandonaban la ciudad antes de comenzar la Cuaresma y el tiempo de abstinencia, y desaparecían de ella de manera temporal, recogiéndose en algún lugar al otro lado de río Tormes.

### El desquite estudiantil

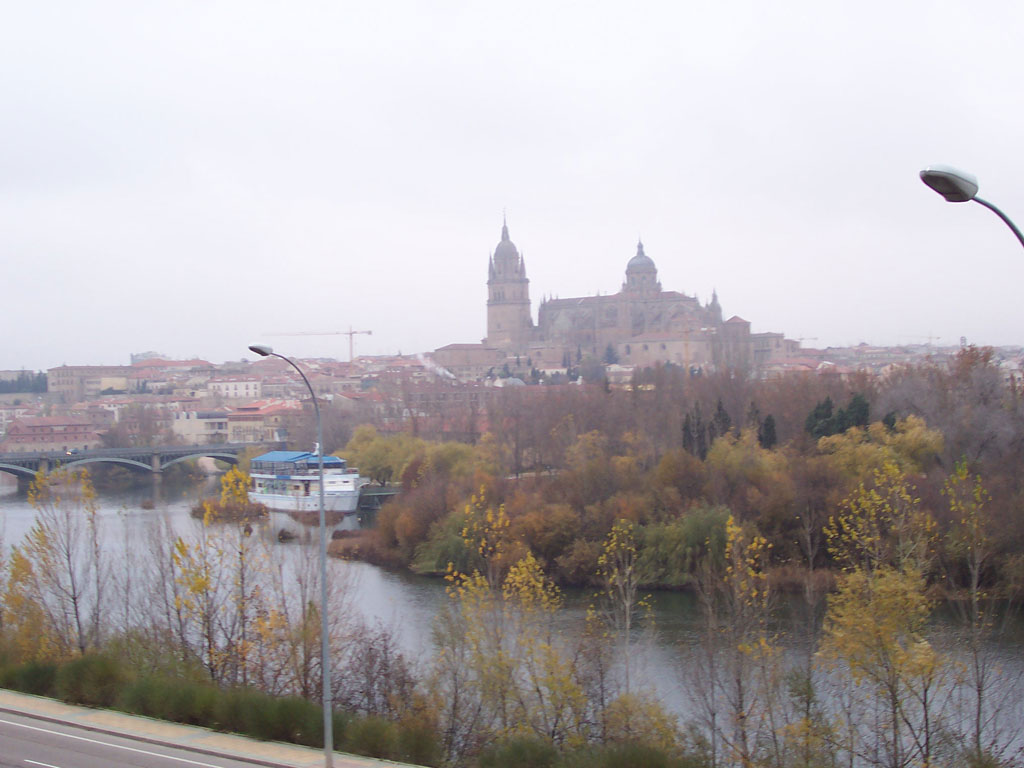
El río Tormes pasando por Salamanca, sede de los acontecimientos entre estudiantes y rameras.

Pasada la Semana Santa y con ella el periodo establecido, las rameras regresaban a Salamanca el lunes siguiente al Lunes de Pascua, para lo cual los estudiantes organizaban una grandísima fiesta, las calles de Salamanca se trocaban en torrentes de vino tinto, y salían a recibirlas a la ribera del Tormes con gran júbilo, estrépito y alboroto. Ellos mismos se encargaban de cruzarlas en barca de una orilla a otra del río, y en medio de una gran algarabía llegaba el descontrol, el éxtasis etílico, el desenfreno y la carnalidad, acometiendo allí mismo lo que sus instintos reprimidos durante un mes y medio les pedían en ese momento. La gran orgía estudiantil a orillas del río, culminaba siempre con un gran remojón colectivo, con los asistentes al evento - rameras y estudiantes- completamente ebrios.

### El padre Putas
De conducir a las meretrices y pupilas tanto a su exilio temporal, como a su aclamado regreso, se encargaba un pintoresco personaje. Un sacerdote picarón llamado Padre Lucas, y que por degeneración del término, era conocido por los estudiantes por el nombre de Padre Putas, el cual se encargaba de concertar el momento del advenimiento carnal de estudiantes y doctoras de la cátedra del placer.

## En la actualidad
La fiesta del Lunes de Aguas debió prohibirse en algún momento de los siglos XVII o XVIII. Sin embargo, ha permanecido en el calendario festivo del pueblo salmantino con otras connotaciones no tan desenfadadas. La memoria colectiva del pueblo ha ido conservando tal fecha, como un poso o un remanente de aquella en que afloraba el fervor pagano.
Desde que el Gobierno prohibió la división de los días festivos en varias jornadas naturales, oficialmente el Lunes de Aguas es un día laborable más (antiguamente era festivo desde mediodía, siendo el otro medio día festivo San Juan de Sahagún, el 12 de junio, que desde entonces es festivo completo) en la capital Salamanca. Sin embargo, se puede ver que tanto la ciudad como los pueblos de la provincia se quedan vacíos por la tarde y se pueden ver y participar de grandes meriendas en parques, praderas y cualquier extensión de campo en las inmediaciones de los mismos. En diciembre de 2020 se reconoció como Fiesta de Interés Turístico de Castilla y León.

## Alaraz
En el pueblo de Alaraz, situado al sureste de la provincia, el Lunes de Aguas es el día de la fiesta grande. 
Por la mañana, los quintos van a buscar al Santo Cristo del Monte a la ermita que está situada a unos 3 kilómetros hacia el sur. Las quintas portan la Virgen de las Nieves para el encuentro con el Cristo (que ha pasado el invierno en la Ermita del Monte). Tras la misa, bajan los dos juntos hacia la iglesia del pueblo, mientras que los quintos sobrantes y el resto de los alaraceños les acompañan bailando al son de la "Charrada del Cristo" de manera continua, una y otra vez, en un camino sugerente lleno de encinas y al borde la ribera del río Gamo, al que cruzarán todos los quintos con el tradicional remojo en el río, para llegar a la plaza del pueblo en que se incorpora al baile de la jota todo el pueblo, terminando dicho baile cuando se introducen las tallas en el interior de la iglesia. Por la tarde continua la fiesta con la tradicional ronda de visitas a la casa de cada uno de los quintos y quintas.

## Hornazo

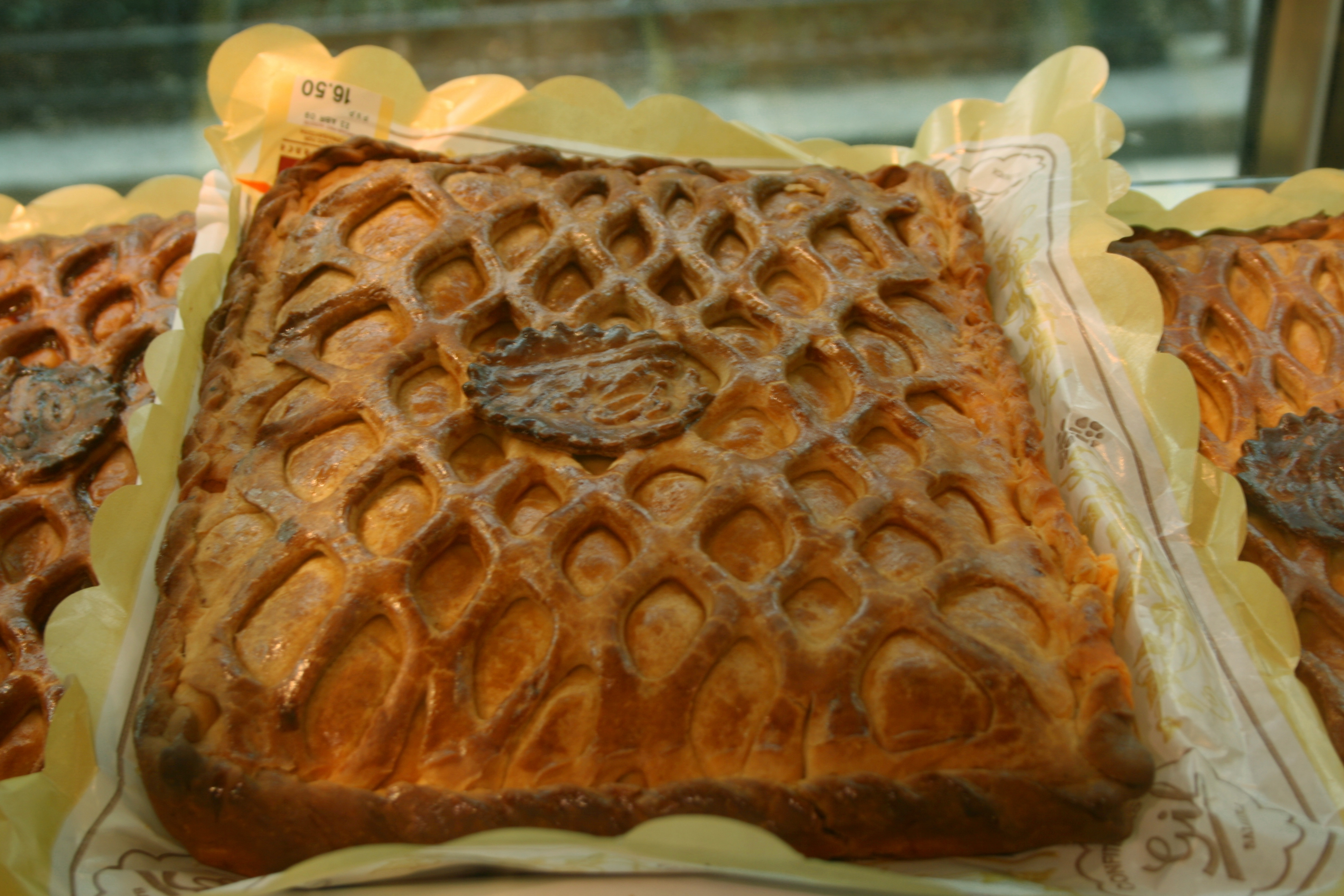
Hornazo en una pastelería.

Es costumbre durante ese día comer hornazo,hecho a base de chorizo, lomo, huevo duro, etc. Aunque, por razones sanitarias, ahora no lleva huevo a menudo, los platos tradicionales de después de Semana Santa lo llevan siempre y, por lo tanto, también el hornazo. Hace siglos, se consideró que el huevo era carne y no se comía en Cuaresma, pero como las gallinas seguían poniendo, cuando acababa la abstinencia había que comerse los guardados durante esos días, y de ahí los huevos pintados de Pascua y la cantidad de preparaciones que lo usan, como los hornazos o las Cocas y Monas de Pascua de Levante, es decir, todo lo que estaba prohibido durante la abstinencia. Este es un alimento que amasan y cuecen en las tahonas las mujeres, en los días precedentes a tal fecha, sobre todo en el medio rural, aunque también se ha industrializado su elaboración en cierta medida, y es posible adquirirlo en cualquier establecimiento dedicado a la pastelería.
Desde hace tiempo existe en Salamanca una calle con el mismo nombre de este exquisito manjar, situada en el barrio de Prosperidad.